# Stazione di Johannisthal
La stazione di Johannisthal (fino al 13 dicembre 2020 Betriebsbahnhof Berlin-Schöneweide, letteralmente "stazione di servizio di Berlino-Schöneweide") è una fermata ferroviaria di Berlino, sita nel quartiere di Johannisthal.

## Movimento
La fermata è servita dalle linee S 45, S 46, S 8, S 85 e S 9 della S-Bahn.